# 150er v. Chr.
Portal Geschichte | Portal Biografien | Aktuelle Ereignisse | Jahreskalender | Tagesartikel

◄ |
1. Jahrtausend v. Chr. |

◄ |
3. Jh. v. Chr. |
2. Jahrhundert v. Chr. |
1. Jh. v. Chr. |
►

◄ | 180er v. Chr. | 170er v. Chr. | 160er v. Chr. | 150er v. Chr. |
140er v. Chr. |
130er v. Chr. |
120er v. Chr. |
►

159 v. Chr. |
158 v. Chr. |
157 v. Chr. |
156 v. Chr. |
155 v. Chr. |
154 v. Chr. |
153 v. Chr. |
152 v. Chr. |
151 v. Chr. |
150 v. Chr.

## Ereignisse
- 1. Januar 153 v. Chr.: römische Konsuln beginnen ihre Amtsgeschäfte bereits am 1. Januar (vorher immer am 1. März). Dadurch gilt heute der 1. Januar als Jahresanfang.
- 151 v. Chr.: Scipio der Jüngere bietet in einer Zeit der Katastrophen der Römer auf der iberischen Halbinsel freiwillig seine Dienste in der Provinz an und entwickelt bald einen Einfluss auf die iberischen Stämme, ähnlich wie der ältere Scipio, sein Adoptivgroßvater, fast 60 Jahre zuvor.

## Wissenschaft
- 155 v. Chr.: Sog. 'Philosophengesandtschaft' griechischer Philosophen von Athen nach Rom: Teilnehmer sind Karneades von Kyrene, Diogenes von Babylon und Kritolaos.
- 150 v. Chr.: Hipparchos von Nikäa berechnet die Entfernung zwischen Erde und Mond auf 30 Erddurchmesser (384.000 km).